# Internationaler Tag des Gedenkens an die Opfer des Holocaust

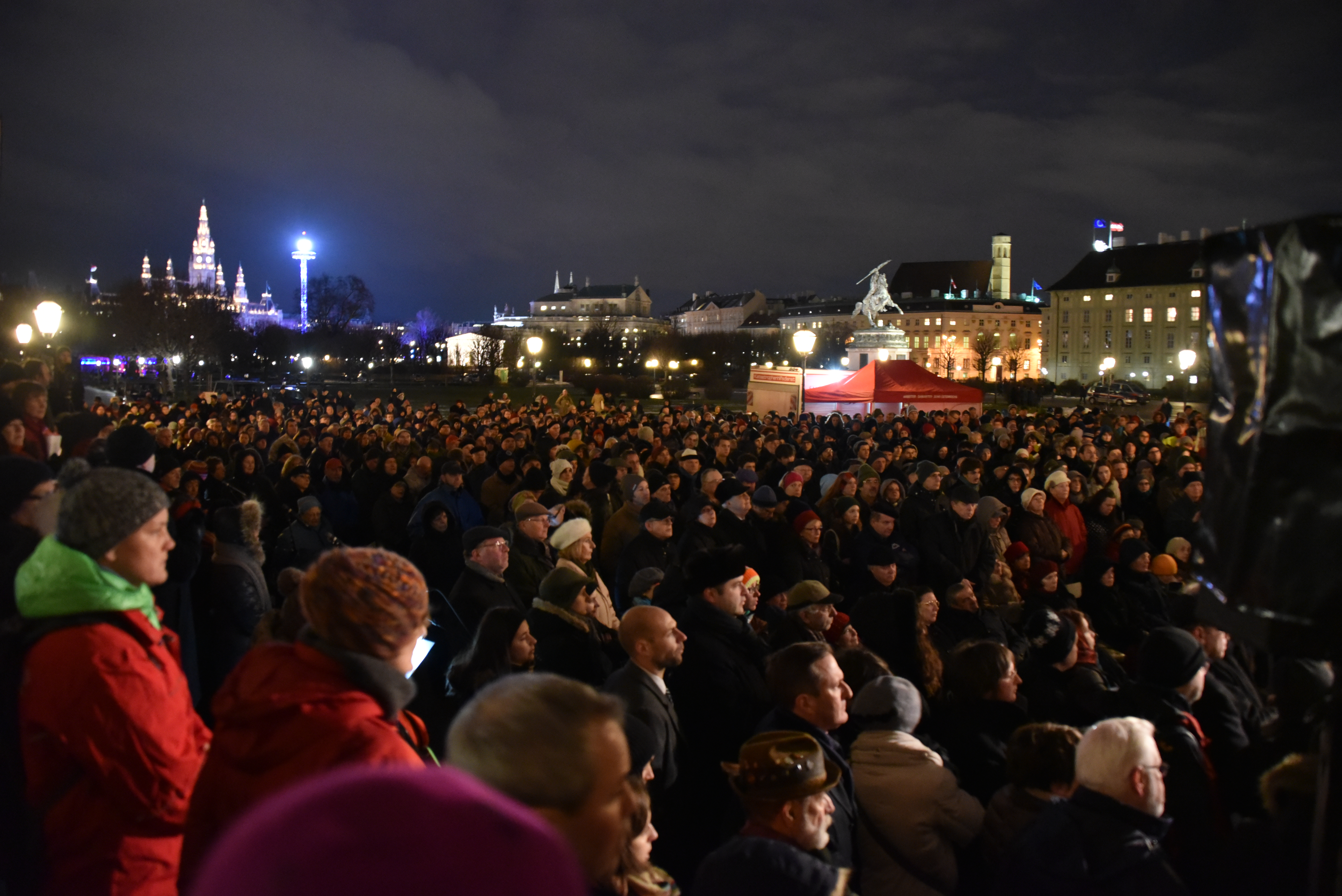
Gedenkkundgebung von Jetzt Zeichen setzen! am Wiener Heldenplatz, 27. Januar 2015

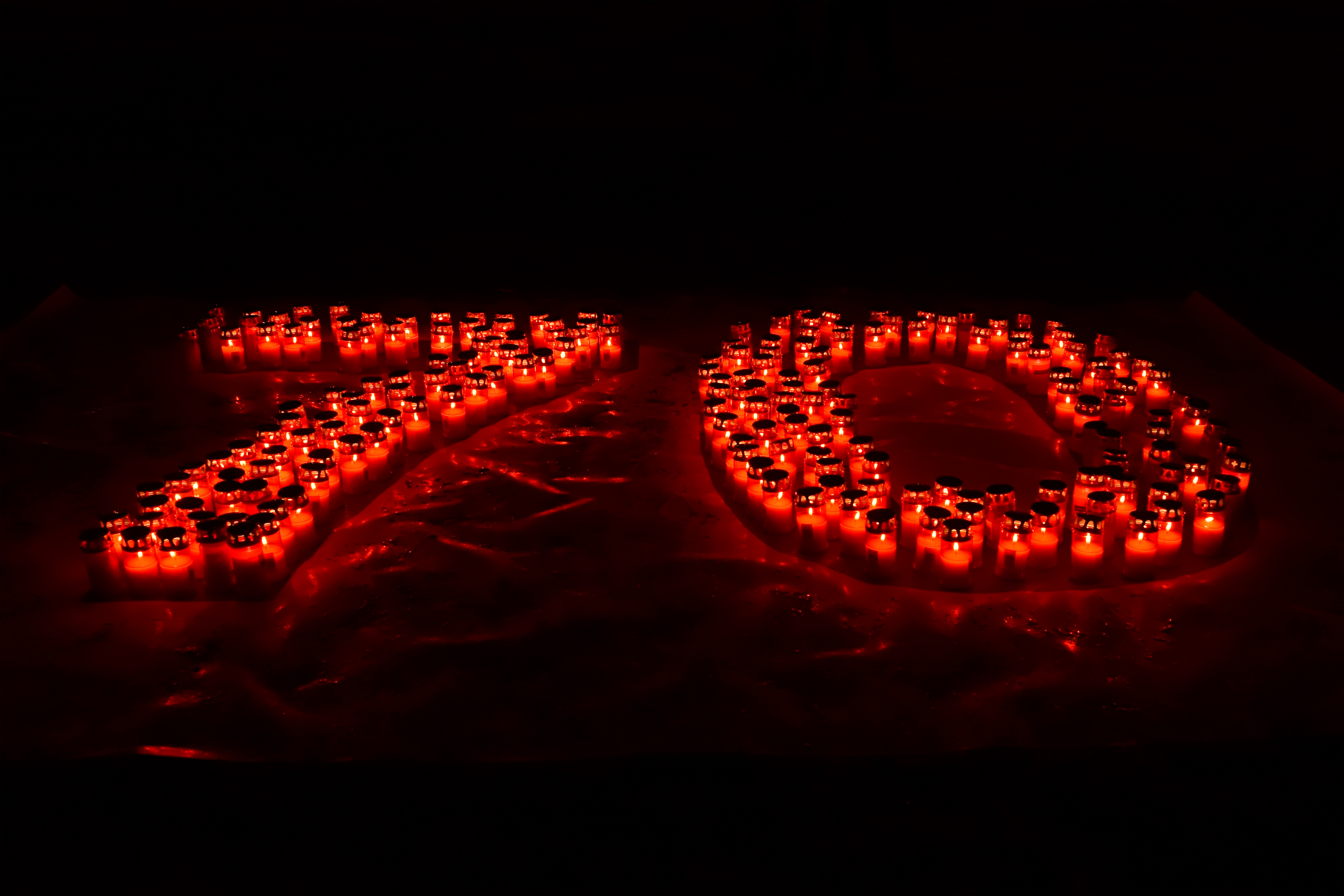
70. Jahrestag der Befreiung des KZ Auschwitz (2015)

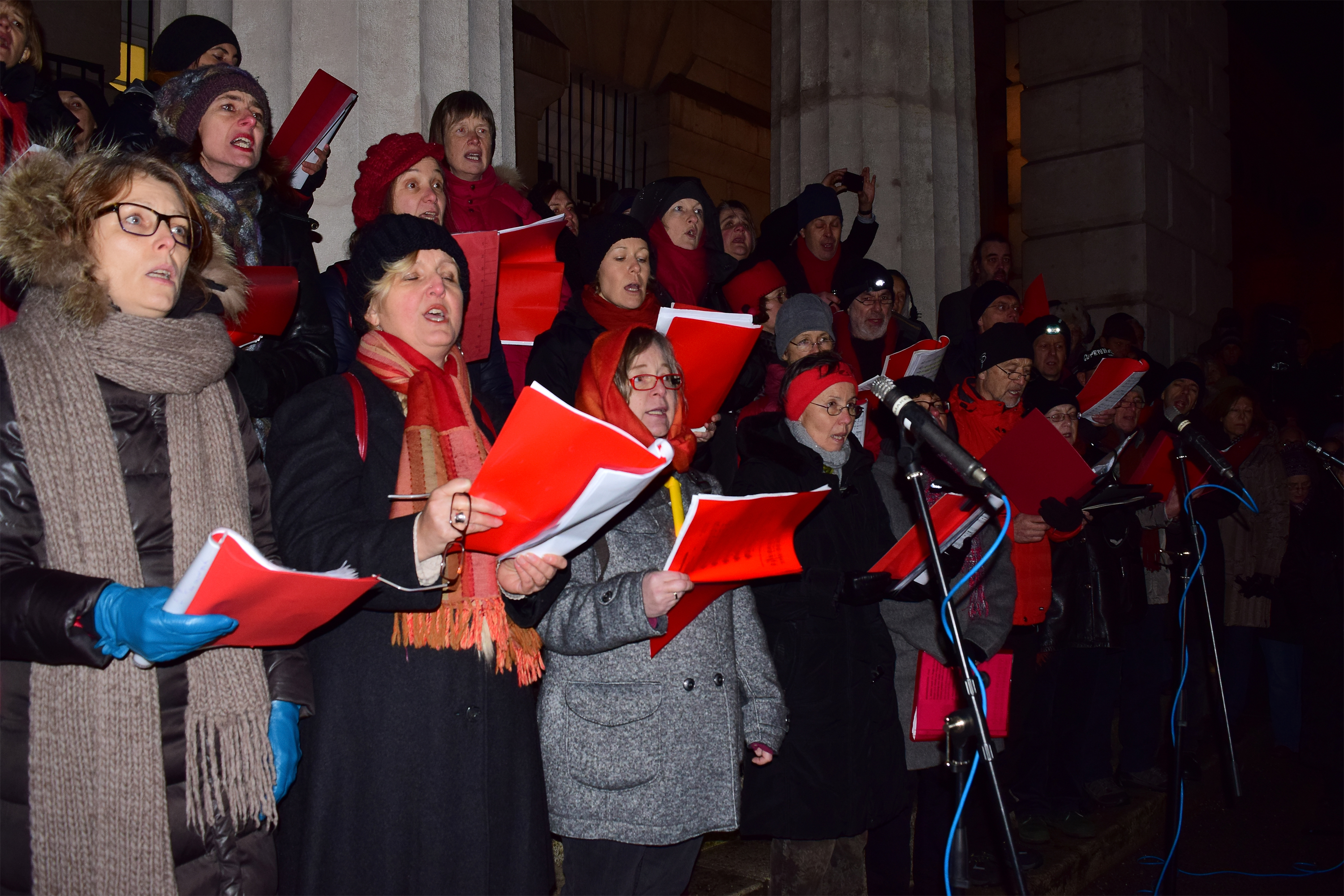
Der Chor Gegenstimmen beim Singen des Dachaulieds (2015)

Der Internationale Tag des Gedenkens an die Opfer des Holocaust (International Holocaust Remembrance Day) am 27. Januar wurde im Jahr 2005 von den Vereinten Nationen zum Gedenken an den Holocaust und den 60. Jahrestag der Befreiung des Konzentrationslagers Auschwitz-Birkenau eingeführt.

## Geschichte
Der Tag, der auf den Jahrestag der Befreiung des KZ Auschwitz-Birkenau durch die Rote Armee im Jahr 1945 verweist, wurde vor der UNO-Proklamation unter anderem bereits in Großbritannien und Deutschland (Tag des Gedenkens an die Opfer des Nationalsozialismus, seit 1996) als Gedenktag begangen. Israel begeht seit 1951 mit dem Jom haScho’a einen eigenen jährlichen Gedenktag am 27. Nisan des jüdischen Kalenders.
Am 18. Oktober 2002 beschlossen die Bildungsminister der im Europarat vertretenen Staaten einen Tag des Gedenkens an den Holocaust und der Verhütung von Verbrechen gegen die Menschlichkeit einzuführen, wobei den Mitgliedsstaaten die Wahl des Tages überlassen blieb. Der 27. Januar wurde von den meisten Staaten, darunter Deutschland und der Schweiz, ausgewählt. Im Zusammenhang mit dem Gedenktag sollen im Schulunterricht Verbrechen gegen die Menschlichkeit, Völkermord und speziell der Holocaust thematisiert werden, wozu der Europarat Unterrichtsmaterialien bereithält.
Nachdem die Generalversammlung der Vereinten Nationen bereits mit ihrer 28. Sondersitzung am 24. Januar 2005 des 60. Jahrestages der Befreiung der Konzentrationslager gedacht hatte, erklärte sie den 27. Januar während ihrer 42. Plenarsitzung am 1. November 2005 durch ihre Resolution 60/7 zum Internationalen Tag des Gedenkens an die Opfer des Holocausts. Seit 2006 wird er weltweit begangen.

## Kundgebungen
In Deutschland findet am oder um diesen Tag im Deutschen Bundestag die Gedenkstunde zum Tag des Gedenkens an die Opfer des Nationalsozialismus statt. Außerdem ist an diesem Tag an Dienstgebäuden des Bundes die Dienstflagge auf halbmast (Trauerbeflaggung) zu setzen.
In Österreich veranstaltet die Plattform Jetzt Zeichen setzen! an diesem Tag seit 2012 alljährlich eine Gedenkkundgebung am Wiener Heldenplatz, auf welcher Überlebende des Holocausts sprechen, weiters auch antifaschistische Aktivisten und Politiker der Regierungsparteien in Bund und Land.

## Die Zeugen aus der Opferperspektive
2025, also 80 Jahre nach der Befreiung der noch nicht von der SS weiter deportierten KZ-Häftlinge aus den Auschwitz-Konzentrationslagern, sind die meisten der wenigen die Verbrechen überlebenden ehemaligen Häftlinge an natürlichen Todesursachen gestorben. Die Erinnerung und Mahnung vor den Gefahren des Rassismus und Nationalismus können also nicht mehr von direkten Augenzeugen der NS-Verbrechen aus den Lagern den später Geborenen persönlich weitergesagt werden. Dass damit ein sehr wichtiges Element der Kultur gemeinsamen Gedenkens verloren geht, wird seit ca. zehn Jahren von Organisationen und politischen Parteien bedauert. Es wird überlegt, wie sich die Weitergabe dieser persönlichen Zeugen verändern könnte. Begriffe, die dabei eine Rolle spielen können, sind Oral History, Zeitzeugen der Verbrechen an den Juden, Holocaust-Erziehung, dagegen ist ein Satz wie Zeitzeugen im Gespräch seien aus der 'Bewältigung' der Zeit des Nationalsozialismus nicht mehr wegzudenken keine Realität mehr, wie sollen Gedenkveranstaltungen und Gedenkkultur zu der deutschen Judenverfolgung unter der Naziherrschaft künftig gestaltet werden.